# Митаев, Али Бамат-Гиреевич
Али Бамат-Гиреевич Митаев (1881, село Автуры, Терская область — 1925, Ростов-на-Дону) — чеченский политический и религиозный деятель, член ревкома Чеченской автономной области.

## Биография

Бамат-Гирей, Абрек Зелимхан и Али Митаев (посередине). Аул Автуры. 1904 г.

Родился в 1881 году в селе Автуры (ныне — в Шалинском районе Чечни) в семье шейха Бамат-Гирей-Хаджи Митаева. Представитель тайпа Гуной. Окончил начальную школу в Грозном, затем получил духовное образование в медресе. Владел чеченским, русским и арабским языками.
В 1912 году в селе Автуры в ознаменование 300-летия дома Романовых создал медресе и русскую школу, в которых преподавали чеченский, русский, арабский языки, теологию, математику, риторику, географию, астрономию, историю. А.Митаев пригласил русских учителей из Грозного, платил им зарплату, а также нёс расходы по содержанию детей.
После смерти отца в 1914 году был объявлен шейхом и продолжателем дела отца. Стремился к созданию на Северном Кавказе исламского государства; создавал светские и шариатские суды.

Знамя Шариатского полка

Во время Гражданской войны возглавлял шариатский полк. В начале 1918 года организовал без потерь вывод частей Белой армии (около 2500 человек) из осаждённой крепости Ведено. В течение девяти месяцев удерживал рубежи по Тереку, не допустил вторжения казачьих частей в Чечню. Не пропустил через территорию Чечни отряд войскового старшины Терского казачьего войска Л. Ф. Бичерахова (более 3000 человек), пытавшийся из Порт-Петровска пройти в Моздок для поддержки восстания терских казаков, поднятого там Г. Ф. Бичераховым. В боях с антикоммунистическими формированиями Терского Казачье-Крестьянского совета Г. Ф. Бичерахова 5-12 сентября 1918 года отстоял Грозный; отряды казаков были вынуждены отступить в Дагестан. С двумя тысячами мюридов пришёл на помощь Кавказской Исламской армии, что вынудило генерал-майора Л. Ф. Бичерахова в ноябре 1918 года отступить из Порт-Петровска в Баку. В 1919 году воевал против русских войск генерала Д. П. Драценко, неудачно оборонял Цоцин-юрт, позже взятый терскими казаками.
По рекомендации председателя ревкома Чеченской АО Т. Э. Эльдарханова и секретаря Северо-Кавказского бюро ВКП(б) А. И. Микояна был избран членом ревкома Чеченской АО. После установления Советской власти в Чечне, будучи членом Ревкома советов, шейх Али Митаев навел порядок по всей территории Чечни, после чего прекратились нападения на поезда, проходящие через Чечню. Ближайшим соратником Али Митаева был Шатаев Магомед, впоследствии поддерживал семью Митаевых в период красного террора.
В материалах Госинфсводки за 10 ноября 1922 года сообщалось: «Отношение чеченцев к Советской власти враждебное. Местные националисты ведут усиленную агитацию среди чеченцев и пользуются большим сочувствием населения. По многочисленным сведениям видно, что деятели-националисты прилагают все усилия чтобы сорвать продкомпанию, организовать вооруженные отряды для борьбы с Советской властью и объявить ей священную войну. Обширная агентура националистов, состоящая из мюридов и митаевцев, успешно работает среди населения, как в плоскостной, так и в горной Чечне царит полное безвластие…
Организация шариатских судов, умело руководимая шейхом Али Митаевым, использует этот момент в своих интересах, проводя в жизнь свои порядки. По всем селениям организованы шариатские отряды и суды… Окружные ревкомы, вследствие отсутствия средств, не в состоянии бороться с организациями Али Митаева».
Напряженная социально-политическая ситуация в Чечне, грозившая вылиться в новое восстание, а также полученные данные о связи А. Митаева с Н. Гоцинским подтолкнули власти к аресту А. Митаева. Последователи Али Митаева подготовили и собрали заявления от населения с протестом против ареста их лидера с предупреждением, что если Митаев не будет освобожден в течение 30 суток, будет поднято восстание.
8 марта 1924 году был арестован по обвинению в подготовке контрреволюционного мятежа на Северном Кавказе в союзе с грузинскими националистами. Содержался в ростовской тюрьме, доставлялся на допросы на Лубянку (Москва). Расстрелян чекистами в сентябре 1925 года в центральной тюрьме Ростова-на-Дону.

### Семья
Отец — Бамат-Гирей-Хаджи Митаев (≈1838, Автуры — 13.9.1914, Калуга), шейх. Выслан в Калугу за покровательство абрека Зелимхана.
Брат — Умар.
Дочь — Кадиева (Митаева) Айшат (1914—2000)
Дочь — Эпендиева (Митаева) Коку (1922-)
Сын — Сулейманов Хусейн (Азак) Алиевич (1925—1990)
Сын — Алиев Хамзат Алиевич (1916—1940)

## Память
- В честь А. Митаева в 2010 г. была переименована улица Первомайская города Грозный.
- В селении Чечен-аул центральная улица носит имя Шейха Али Митаева.
- В селении Автуры одна из улиц названа в честь Али Митаева.